# Rio Gioroc
O Rio Gioroc é um rio da Romênia, afluente do Jiu, localizado no distrito de Dolj.